# Jean-Jacques Gosso
Jean-Jacques Gosso est un footballeur ivoirien kroumen né le 15 mars 1983 à Abidjan et qui évolue au poste de milieu récupérateur.

## Biographie
Il est formé au Stella Club d'Adjamé, club d'Adjamé, quartier populaire d'Abidjan. Repéré par l'entraîneur argentin Luis Oscar Fulone, il est recruté par le Wydad de Casablanca, dont il porte le maillot de décembre 2002 à décembre 2006. Vice-champion d'Afrique Junior en 2003 et champion du Maroc lors de la saison 2005-06, Gosso est considéré comme le meilleur joueur étranger du championnat du Maroc de première division Groupement National de Football. 
En janvier 2007, il signe au MS Ashdod, club israélien.
En juillet 2008, Gosso s'engage pour 3 ans en faveur de l’AS Monaco. Le montant du transfert est estimé à 700 000 euros. Ricardo, l’entraîneur monégasque a dit de lui : « C’est un élément intéressant et très costaud au milieu, les autres joueurs lui donnent naturellement le ballon, c’est bon signe. C’est un joueur prometteur ».
Cette saison 2008-2009 est pour lui une saison de révélation. Il est l’une des pièces maîtresses de son entraîneur, il récupère beaucoup de ballons dans l’entrejeu, enchaîne les bonnes performances et fait même quelques passes décisives, comme contre Lorient au stade Louis-II pour Park ou contre `Lyon pour Juan Pablo Pino à Gerland. Il héritera même du numéro 7 de Lucas Bernardi (un emblème des dernières années) laissé vacant par le départ de ce dernier aux Newell's Old Boys.
Mais la saison suivante, pendant la préparation, il se blesse et est écarté des terrains pendant les premiers matches, puis il reprend progressivement. À cause des choix de son entraîneur, il ne dispute que 8 matches de Ligue 1 (dont une seule défaite à Lens où il n'avait pas joué son poste : milieu droit au lieu de milieu défensif).
La saison 2010-2011 débute pour lui par un changement de numéro, il reprend son numéro 19. Il ne joue que très peu sous les ordres de Guy Lacombe, mais devient un joueur-clé avec Laurent Banide. Il marque même son premier but en Rouge et Blanc au Stade du Ray lors du derby perdu 3-2. L'AS Monaco est reléguée en Ligue 2 au terme de la saison. Alors en fin de contrat, Gosso se voit proposer une prolongation, qu'il refuse.
Libre, il s'engage avec le club turc d'Orduspor pour une durée de 3 ans. Il résilie son contrat en octobre 2012.
En 2013, il reste en Turquie est s'engage avec le club de Mersin Idman Yurdu pour une durée de 1,5 an.
En juillet 2013, il signe pour le club de Gençlerbirliği.

## Sélection
Avec l'équipe de Côte d'Ivoire des moins de 20 ans, en 2003, il est finaliste de la CAN junior et arrive en huitièmes de finale de la coupe du monde des moins de 20 ans.
Il fête sa première sélection avec les Éléphants de Côte d'Ivoire le 19 novembre 2008 contre Israël (2-2). Il est retenu par Vahid Halilhodžić pour participer à la CAN 2010. Il est également présent à la Coupe du monde 2010 mais sans disputer le moindre match.
Sélectionné pour la CAN 2012, il s'impose comme un joueur clé de la sélection ivoirienne. Il se fait remarquer alors par son style volontaire et engagé, mais également par la rigueur qu'il impose à son sujet.

## Palmarès

### En club
- Championnat du Maroc :
  - Champion en 2006

- Supercoupe de la CAF
  - Finaliste en 2003

- Coupe du trône :
  - Finaliste en 2003 et 2004

- Coupe de France :
  - Finaliste en 2010

### En sélection
- Coupe d'Afrique des nations junior :
  - Finaliste et capitaine en 2003

- Coupe d'Afrique des nations
  - Finaliste en 2012

### Distinctions
- Equipe type de la CAN 2012 (latéral droit)
- Prix du fair-play de la 2012

## Carrière
| Saison      | Club                 | Pays          | Championnat         | Championnat | Championnat | Championnat  | Championnat  | Coupes nationales | Coupes nationales | Coupe continentale | Coupe continentale | Coupe continentale | Côte d'Ivoire | Côte d'Ivoire |
| Saison      | Club                 | Pays          | Division            | Matchs      | Buts        | Cartons      | Cartons      | Matchs            | Buts              | Type               | Matchs             | Buts               | Matchs        | Buts          |
| ----------- | -------------------- | ------------- | ------------------- | ----------- | ----------- | ------------ | ------------ | ----------------- | ----------------- | ------------------ | ------------------ | ------------------ | ------------- | ------------- |
| Saison      | Club                 | Pays          | Division            | Matchs      | Buts        | Carton jaune | Carton rouge | Matchs            | Buts              | Type               | Matchs             | Buts               | Matchs        | Buts          |
| 2000 - 2001 | Stella Club d'Adjamé | Côte d'Ivoire | division 2          | -           | -           | -            | -            | -                 | -                 | -                  | -                  | -                  | -             | -             |
| 2001 - 2002 | Stella Club d'Adjamé | Côte d'Ivoire | MTN Ligue 1         | -           | -           | -            | -            | -                 | -                 | -                  | -                  | -                  | -             | -             |
| 2002 - 2003 | Stella Club d'Adjamé | Côte d'Ivoire | MTN Ligue 1         | -           | -           | -            | -            | -                 | -                 | -                  | -                  | -                  | -             | -             |
| 2002 - 2003 | Wydad de Casablanca  | Maroc         | Botola Pro 1        | 5           | 0           | -            | -            | -                 | -                 | -                  | 1                  | 0                  | -             | -             |
| 2003 - 2004 | Wydad de Casablanca  | Maroc         | Botola Pro 1        | 10          | 0           | -            | -            | -                 | -                 | -                  | -                  | -                  | -             | -             |
| 2004 - 2005 | Wydad de Casablanca  | Maroc         | Botola Pro 1        | 14          | 1           | -            | -            | -                 | -                 | -                  | -                  | -                  | -             | -             |
| 2005 - 2006 | Wydad de Casablanca  | Maroc         | Botola Pro 1        | 20          | 3           | -            | -            | -                 | -                 | -                  | -                  | -                  | -             | -             |
| 2006 - 2007 | Wydad de Casablanca  | Maroc         | Botola Pro 1        | 7           | 0           | -            | -            | -                 | -                 | -                  | -                  | -                  | -             | -             |
| 2006 - 2007 | MS Ashdod            | Israël        | Ligat Toto          | 16          | 1           | -            | -            | -                 | -                 | -                  | -                  | -                  | -             | -             |
| 2007 - 2008 | MS Ashdod            | Israël        | Ligat Toto          | 27          | 1           | -            | -            | -                 | -                 | -                  | -                  | -                  | -             | -             |
| 2008 - 2009 | AS Monaco            | France        | Ligue 1             | 31          | 0           | 10           | 0            | 1                 | 0                 | -                  | -                  | -                  | 2             | 0             |
| 2009 - 2010 | AS Monaco            | France        | Ligue 1             | 8           | 0           | 2            | 0            | 2                 | 0                 | -                  | -                  | -                  | 5             | 0             |
| 2010 - 2011 | AS Monaco            | France        | Ligue 1             | 23          | 1           | 4            | 0            | 2                 | 0                 | -                  | -                  | -                  | 1             | 0             |
| 2011 - 2012 | Orduspor             | Turquie       | Spor Toto Süper Lig | 23          | 0           | 7            | 0            | 1                 | 0                 | -                  | -                  | -                  | 11            | 0             |
| 2012 - 2013 | Orduspor             | Turquie       | Spor Toto Süper Lig | 1           | 0           | 1            | 0            | -                 | -                 | -                  | -                  | -                  | -             | -             |
| 2013 - 2014 | Gençlerbirliği       | Turquie       | Spor Toto Süper Lig | 26          | 0           | 14           | 0            | 1                 | 0                 | -                  | -                  | -                  | -             | -             |